# Scaphocalyx
Scaphocalyx é um género botânico pertencente à família Achariaceae, apresentando apenas duas espécies.

## Espécies
- Scaphocalyx parviflora
- Scaphocalyx spathacea